# NGC 97
NGC 97 je galaksija u zviježđu Andromeda.

## Vanjske poveznice
- SEDS: NGC 0097